# Obernkirchen
Obernkirchen – miasto w Niemczech, w kraju związkowym Dolna Saksonia, w powiecie Schaumburg.

## Geografia
Obernkirchen położony jest na wschód od miasta Bückeburg.

## Dzielnice
- Gelldorf
- Krainhagen
- Röhrkasten
- Vehlen

## Współpraca
- La Flèche, Francja

## Osoby urodzone w Obernkirchen
- August Oetker - doktor, aptekarz, założyciel firmy Dr. Oetker